# Machine à filer

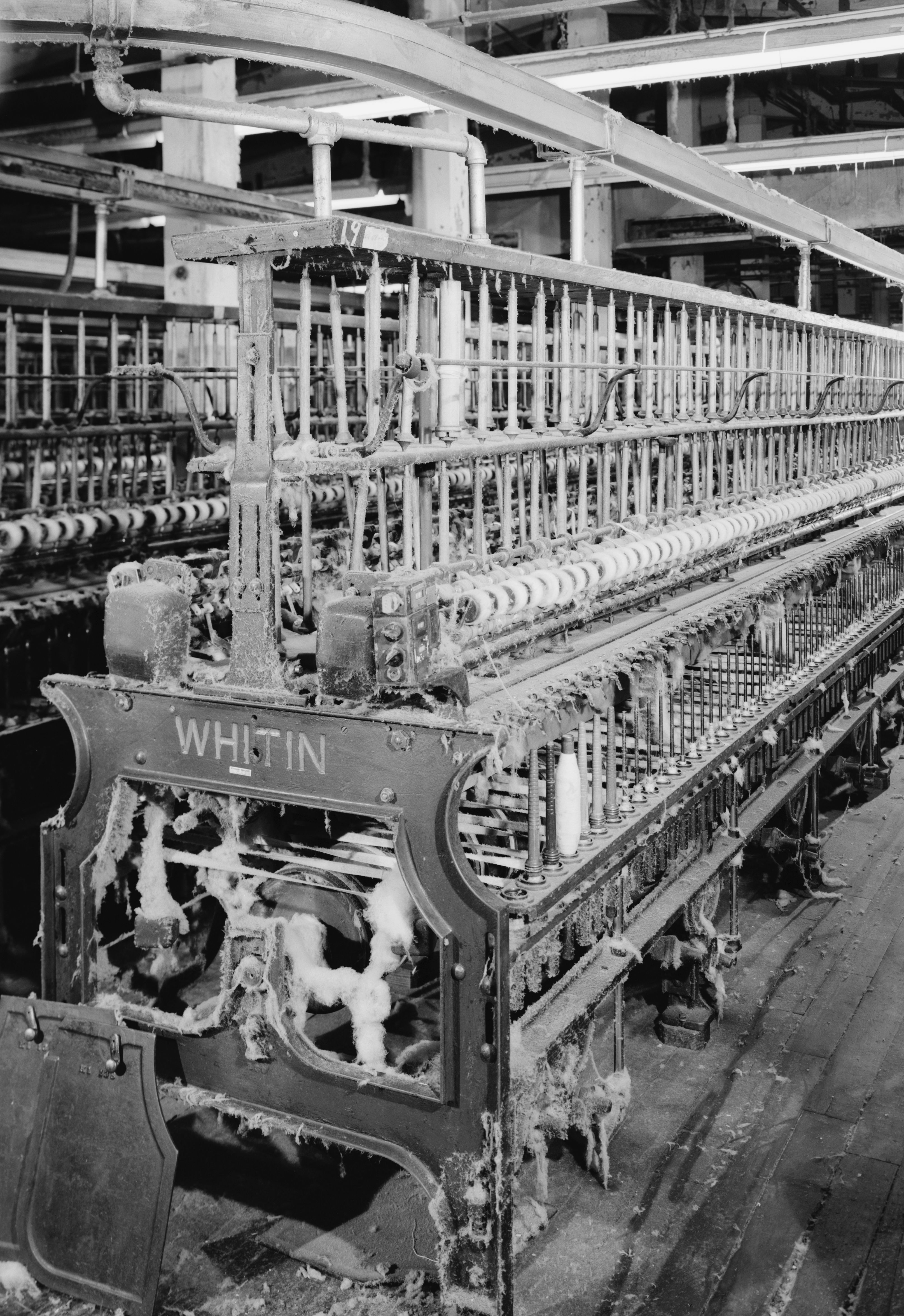
Une machine à filer le coton du XIXe siècle construite par Whitin Machine Works, société américaine établie au Massachusetts.

La machine à filer est une machine qui transforme un matériau en un fil textile. Elle est apparue pour la première fois au XVIIIe siècle en Grande-Bretagne lors de la révolution industrielle. Elle a été améliorée par la suite et est devenue la Water frame (brevetée en 1764), laquelle permit d'augmenter la quantité de textiles produites dans les usines.

## Histoire
Richard Arkwright engagea John Kay pour fabriquer une nouvelle machine à filer qu'il avait en partie développée, probablement en s'appropriant les principes d'un autre inventeur, Thomas Highs. Avec l'aide d'artisans locaux, ils parvinrent à créer une machine à filer, laquelle fabriquait un fil plus solide que la spinning jenny fabriquée par James Hargreaves. La machine utilisait des draw rollers (littéralement, des « rouleaux à tirer ») inventés par Lewis Paul pour étirer ou raccourcir le fil textile.
Un épais brin de coton était passé à travers trois ensembles de rouleaux, chacun tournant plus rapidement que son prédécesseur. L'épaisseur du brin était réduite et sa longueur augmentée avant qu'il ne soit tordu par un mécanisme, le rendant plus solide.
Trop grosse pour être entraînée à la main, la machine à filer avait besoin d'une autre source d'énergie. Arkwright tenta d'utiliser la force des chevaux, mais préféra celle des moulins à eau, ce qui a donné le nom à l'invention qui a suivi, le water frame (littéralement, le « cadre à eau »).